# Beregszőlős
Beregszőlős település Ukrajnában, Kárpátalján, a Munkácsi járásban.

## Fekvése
Munkácstól északnyugatra, Borhalom, Zsukó, Cserhalom, Lóka közt fekvő település.

## Nevének eredete
Neve az ukrán, orosz, ruszin loh, lox szóból ered, melynek magyar jelentése fákkal (ezüstfákkal) benőtt területen létesült falu.

## Története
A település nevét 1484-ben említette először oklevél Lohol néven.
1610-ben már két falut is említettek egymás mellett: Kys Loho és Nagj Loho néven, 1693-ban pedig Nagylohó (Lohow) és Kislohó (Leniowste) volt említve.
A két községet 1888-ban egyesítették. Ekkor kapta mai Beregszőlős nevét.
1910-ben 781 lakosából 32 magyar, 62 német, 687 ruszin volt. Ebből 706 görögkatolikus, 9 református, 63 izraelita volt.
A Trianoni békeszerződés előtt Bereg vármegye Latorcai járásához tartozott.